# خليل عز الدين الجمل
خليل عز الدين الجمل (21 يناير 1951 - 15 أبريل 1968) هو أولُ شهيدٍ لبناني في سبيل القضية الفلسطينية، وكان قد استُشهد بالأردن في 15 أبريل (نيسان) 1968 فيما عُرف باسم معركة تل الأربعين. وكان استشهاده الشرارة التي شجعت شباب عرب من غير الفلسطينيين على المشاركة في الكفاح إلى جانب الفلسطينيين.

## حياته
ولد خليل الجمل في 21 يناير 1951 لأبوين لبنانيين هما عز الدين محمد الجمل والسيّدة وداد مُصطفى شهاب. تلقّى علومه الابتدائية في المدرسة العصرية ثم أكمل دراسته التكميلية في مدرسة المخلص المسائية. كان يعمل مع أخيه الأكبر نبيل في مكتبةٍ، مما جعله دائم الإطلاع والقراءة، وهذا مكّنه من تكوين ذاكرة ثقافية عن الصراع العربي الإسرائيلي.

## تفاصيل المعركة
عند الساعة التاسعة من مساء يوم العاشر من نيسان 1968، تلقت مجموعة فدائية فلسطينية إشارة من إحدى وحدات المراقبة الأمامية بدخول القوات الإسرائيلية إلى منطقة تل الأربعين، إذ أقاموا جسرًا حديديًا متحركًا بالقرب من «بيارة أبو فريدس» في منطقة أغوار الأردن ودفع على هذا الجسر دبابة وعدداً من السيارات المصفّحة. كما قامت طائرة هليكوبتر بإنزال أكثر من 30 مظليًا في المنطقة. اخترقت الدبابة والسيارات الحدود وتقدمت داخل الأراضي العربية حيث كانت وحدة مراقبة تابعة لقوات العاصفة ترصد تحركاتها وما إن اقتربت من تل الأربعين حتى أبلغت وحدة المراقبة مجموعة من قوات العاصفة كانت ترابط في كمين خلفي.
كان خليل من أفراد هذه المجموعة فتوزعوا على ثلاث وحدات وبحركة التفاف حاصروا قوات العدو وفاجأوها بنيران غزيرة من رشاشاتهم والقنابل اليدوية، فارتبك رتل العدو المتقدم وكان يضم 75 جنديًا من المظليين والمشاة فتجمعوا خلف الآليات المصفحة بعد أن سقط منهم 10 جنود بين قتيل وجريح. وأمام صمود المقاومين الفلسطينين، بدأت قوات العدو بالتقهقر وهي تحمل قتلاها وجرحاها من منطقة الاشتباك. كان خليل بين عناصر المجموعة التي طاردت فلول العدو المندحرة وهي تتراجع إلى مواقعها داخل الأرض الفلسطينية المحتلة، واستمروا في مطاردة القوات المتقهقرة حتى وصلوا إلى نقطة متقدمة من خط وقف إطلاق النار حيث كثرت مراكز النجدة التابعة للعدو، فأمر قائد المجموعة رفاقه بالانسحاب إلى مواقعهم بعد أن أوقعوا في صفوف العدو 15 جندياً بين قتيل وجريح.
استمرت رماية قوات العدو من داخل الأرض المحتلة على المجموعة التي لاحقتها، وبينما كان خليل يحمي انسحاب رفاقه وتراجعهم إلى مواقعهم أصيب في كتفه فحاول عنصران من رفاقه مساعدته في التراجع ولكنه رفض الانسحاب وأصرّ على البقاء في موقعه ليحمي انسحاب بقية رفاقه وكان أن عاد بقية رفاقه إلى قواعدهم سالمين وسقط خليل بالإضافة لشهيد فلسطيني آخر هو علي عبد القادر حيان في أرض المعركة.

## تشييعه

تشييع الشهيد خليل عز الدين الجمل

آنذاك شيّع اللبنانيون الشهيد في جنازة استغرقت 5 ساعات. واستُقبل موكبه الذي عبَر الأردن إلى سوريا ثمّ لبنان بقرع أجراس الكنائس ممزوجة بنداءات «الله أكبر» المنبعثة من المآذن. قررت القوى الوطنية اللبنانية تشييعه من الجامع العمري في بيروت، حيث خرج في تشييعه 100 ألف شخص وقد حمل نعشه على الأكف من مجدل عنجر إلى بر الياس فإلى جديتا ومكسي وصوفر وعاليه الكحالة الحازمية والضاحية والطريق الجديدة، وواكبته بعد الصلاة عليه من منزل أبيه إلى مقبرة الشهداء.

## أقوال عنه
- جمال عبد الناصر: «اللي عنده 17 سنة و18 سنة، واللي بيقاتلوا في داخل إسرائيل يثبتوا أيضا إن احنا ندّ، ويثبتوا أن الإنسان العربي قادر على دفع التحدي. الشاب اللبناني اللي أخد سلاحه وطلع من لبنان وترك رسالة لأهله قالهم أنا ماشي ومش حا غيب.. وحا ارجعلكم، وطلع ودخل مع قوات العاصفة إلى إسرائيل علشان يقاتل في سبيل أرضه ومات ورجعوه امبارح إلى لبنان.. يثبت أن الأمة العربية كلها بكل أبنائها قادرة على تحدي هذا العدوان».[6]
- غسان تويني: «"من زمان لم يمت منا شهيد.. شهيد حقيقي.. شاب يُحلّ الوطن في مقام أعلى من الحياة. من زمان لم يعتبر شاب منا أن ثمة ما هو أثمن من الحياة، هو فداء الحياة. من زمان لم يكتب لنا أحد بدمه رسالة حرية.... خليل عز الدين الجمل، تعود إلينا ولم نعرفك. كأنك ما متّ إلاّ لتعرفنا بما فينا. بأن فينا إرادة الحق حتى الموت والإيمان حتى الشهادة"».[7]

### قائمة المراجع
- Arfi، Badredine (2005). International change and the stability of multiethnic states: Yugoslavia, Lebanon, and crises of governance. Indiana University Press. ISBN:978-0-253-34488-5. مؤرشف من الأصل في 2020-09-12.
- El-Khazen، Farid (2000). The breakdown of the state in Lebanon, 1967–1976. Harvard University Press. ISBN:978-0-674-08105-5. مؤرشف من الأصل في 2020-09-12.
- Gordon، David C. (1980). Lebanon, the fragmented nation. Hoover Institution Press. ص. 63. ISBN:978-0-8179-6271-5. khalil al-jamal.
- Hirst، David (2010). Beware of Small States: Lebanon, Battleground of the Middle East. Nation Books. ISBN:978-1-56858-422-5. مؤرشف من الأصل في 2022-04-10.
- Petran، Tabitha (1987). The struggle over Lebanon. Monthly Review Press. ISBN:978-0-85345-651-3. مؤرشف من الأصل في 2021-11-08. khalil jamal 1968 some 150000 people.
- Winslow، Charles (1996). Lebanon: war and politics in a fragmented society. Psychology Press. ISBN:978-0-415-14403-2. مؤرشف من الأصل في 2020-09-12.
- Ṣāyigh، Yazīd (1997). Armed struggle and the search for state: the Palestinian national movement, 1949–1993. Oxford University Press US. ISBN:978-0-19-829265-4. مؤرشف من الأصل في 2020-09-12.

## وصلات خارجية
- راجي النجمي يروي تجربة منظمة التحرير الفلسطينية في لبنان: الشعب اللبناني حمى مقاتلي منظمة التحرير في معاركهم الأولى
- الفلسطينيون ولبنان - جامعة ماكغيل (بالإنجليزية)
- خليل عزالدين الجمل.. قبسات من نور شهيد بيروت والعروبة، صحيفة المستقبل، عدد 5 أيار 2010 - العدد 3643.